# Tampanga (Diabo)
Pour les articles homonymes, voir Tampanga.
Tampanga est une commune rurale située dans le département de Diabo de la province du Gourma dans la région de l'Est au Burkina Faso.

## Santé et éducation
Le centre de soins le plus proche de Tampanga est le centre de santé et de promotion sociale (CSPS) de Saatenga.